# Méliphage à joues argent
Lichmera argentauris
Espèce
Statut de conservation UICN

 LC  : Préoccupation mineure
Le Méliphage à joues argentées (Lichmera argentauris), ou à joues argent, est une espèce de passereaux de la famille des Meliphagidae.

## Répartition
Il peuple l'est de l'Indonésie (Moluques et îles avoisinantes de Nouvelle-Guinée).